# Jean Alfred Gérard-Séguin
Pour les articles homonymes, voir Gérard et Seguin.
Jean Gérard Alfred Séguin, connu sous le nom de Gérard-Séguin, né le 9 avril 1804 à Paris et mort le 27 novembre 1872 dans le 6e arrondissement de la même ville, est un peintre et illustrateur français.

## Biographie

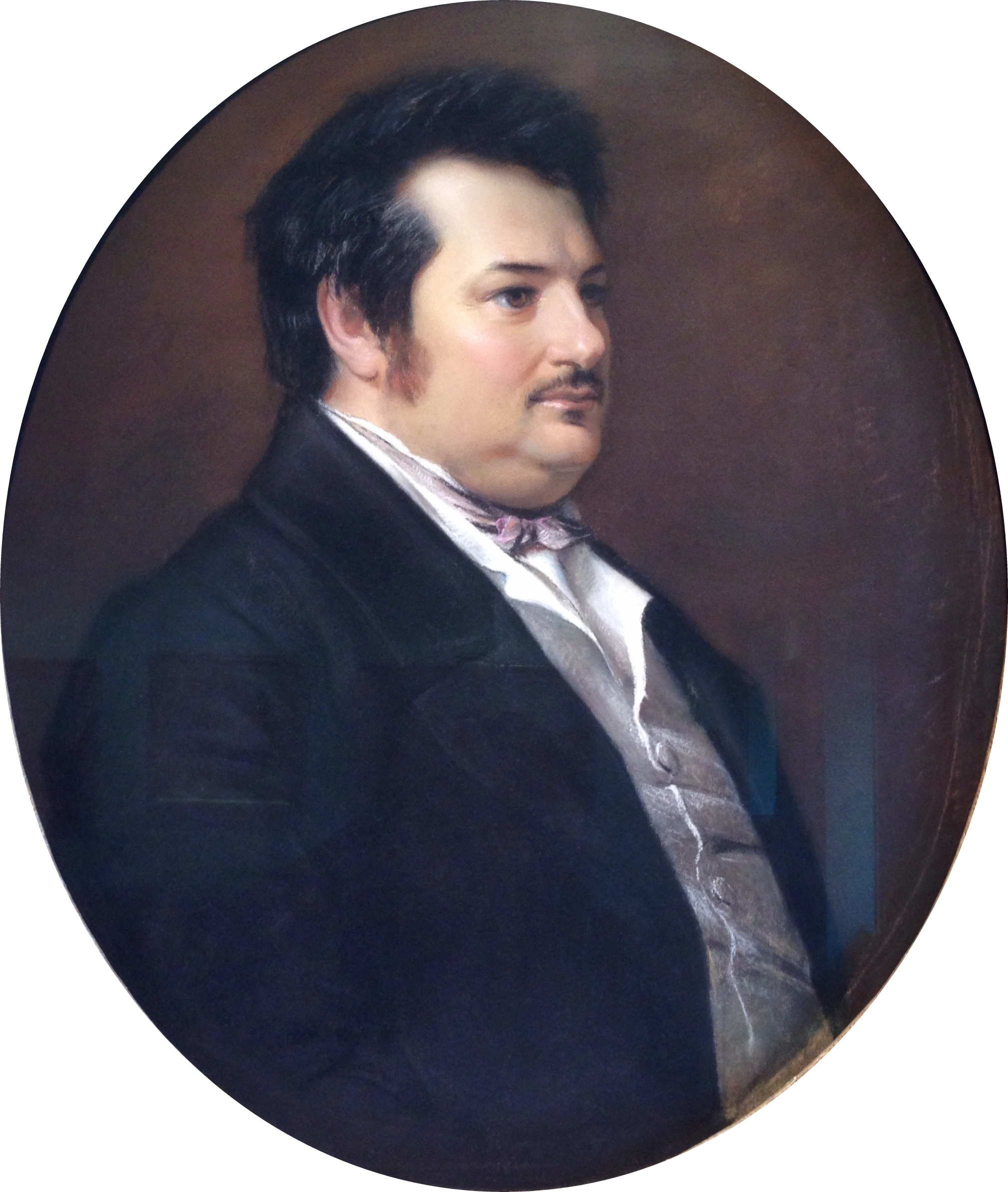
Honoré de Balzac, pastel, musée des Beaux-Arts de Tours.

Né en 1804 rue de Vaugirard dans le 11e arrondissement de Paris, Jean Gérard Alfred Seguin est le fils de Nicolas François Seguin (1772-1852), employé au Conseil d'État et de Marie Françoise Geneviève Menet (1780-1856), fille d'un bourgeois de Paris.  
Il a pour parrain Jean Gérard Lacuée (1752-1841), général et conseiller d'État et son père devient ensuite secrétaire de la section de la Guerre au Conseil d'État, résidant à l'École polytechnique. C'est à cette adresse que naît sa sœur Clotilde Seguin (1806-1873), également artiste peintre, morte célibataire. 
En 1871, il est témoin au mariage entre Jean Louis Outhwaite, fils du graveur Jean-Jacques Outhwaite (1810-1878) et Marguerite Thérond, fille du dessinateur lithographe Emile Thérond (1821-1883). En 1872, il meurt célibataire à son domicile situé 48, rue Saint-Placide à Paris. 

### Carrière
Élève de Jérôme-Martin Langlois à l'École des beaux-arts de Paris, Gérard-Séguin expose aux Salons entre 1831 et 1868. Sous l'impulsion de Prosper Mérimée et de la commission des monuments historiques, il exécute des relevés des fresques de l'abbaye de Saint-Savin-sur-Gartempe en 1841. 
Il réalise le portrait au pastel d'Honoré de Balzac exposé au Salon de 1842, conservé au musée des Beaux-Arts de Tours, et dont le modèle ne fut guère satisfait.
Mais l'activité principale de Gérard-Séguin est de concevoir des illustrations pour l'édition, ses dessins étant interprétés par des graveurs sur bois. Il illustre ainsi dans une veine romantique des œuvres d'auteurs comme Victor Hugo, Alphonse Karr, ou Louis Desnoyers. Il réalise des dessins pour l'édition Furne de La Comédie humaine de Balzac en 1842 et en 1846. Il a longuement collaboré avec l'éditeur Pierre-Jules Hetzel dont il était l'ami. Il a également œuvré dans le domaine de la littérature pour enfants.

## Œuvres dans les collections publiques
- Tours, musée des beaux-arts : Portrait de Honoré de Balzac, 1843, pastel.
- Laval, chapelle du collège : La Présentation de la Vierge, 1845.
- Valence, musée d'art et d'archéologies : La Sentinelle de Février, 1849, huile sur toile.
- Paris, église Saint-Eugène-Sainte-Cécile : verrières du Chemin de croix,  1858, dont les cartons ont été dessinés par Gérard-Seguin[9].